# Ice MC
Ian Campbell (Nottingham, 22 de março de 1965), cujo nome artístico é Ice MC, é um cantor britânico.Músicas como "Cinema", "Easy", "Ok Corral", "Think About The Way" são alguns dos grandes sucessos do cantor. Ele tinha como backing vocal, Alexia, cantora que posteriormente faria sucesso em carreira solo.

## Biografia
Durante toda sua adolescência, Ian Campbell não pensou em nada mais do que em música. Em 1980, ele deixou sua casa e família para juntar-se a um grupo de break music. Seu primeiro amor foi o rap, acima de tudo o Raggamuffin (em virtude de suas raízes jamaicanas). Durante uma turnê na Itália ele se apaixona pelo way of life italiano e decide ficar e tentar encontrar um emprego como cantor ou DJ. Em 1989, encontra, por acaso com o produtor Robyx, que decide gravar uma faixa com ele. Em poucos dias, o primeiro hit, Easy, estava pronto. Nos meses subseqüentes foi um grande sucesso, primeiro na Europa e posteriormento mundo afora. O projeto recebeu o nome artístico de "Ice MC", e as músicas eram cantadas, escritas e tocadas por Robyx, enquanto Ian cuidava da parte ligada ao rap.
Ice MC então embarca numa turnê mundial, indo para lugares tão distantes como França, Alemanha, Bélgica, Países Baixos, Espanha, Brasil, Turquia, Suíça e Japão e Escandinávia. Ele então é convidado por sua gravadora americana para gravar um vídeo em Nova Iorque, o qual chegou ao quarto lugar nas paradas da MTV americana. O álbum Cinema e outros dois sucessos posteriores, Cinema e Scream, tiveram sucessos similares.
Em 1990 a canção "Cinema" fez bastante sucesso e esteve incluída na trilha sonora internacional da novela "Barriga de Aluguel" de Gloria Perez, exibida entre 1990 e 1991 pela Rede Globo.
Posteriormente entra para a DWA Records e faz duetos com Alexia, e ela, então, continuaria sua carreira solo. Gravou um segundo disco Ice'n Green que, curiosamente, era todo azul. Emplacou músicas como 'Take Away The Colour', 'Think About The Away', 'Russian Roulette', 'It´s a Rainny Day' e 'Dark Night Rider'. Todas estas com a voz principal de Alexia, onde Ice apenas entrava na parte do 'rap' e samplers de sua voz.
Logo em seguida, o Ice'n Green foi todo remixado, tornando-o Ice'n Green Remixes (curiosamente todo em amarelo…).
Em 1995 Ice MC deixa de ser produzido por Franchesco Alberti (Robixx) e passa à trabalhar com o "Masterboy" no álbum Ice MC "Dreadatour". Lançando "hits" como "Music For Money" e "Give me The Light".
A partir dos anos 2000, Ice MC vem somente produzindo e dirigindo novos cantores. Veio para o Brasil, juntamente com Double You para o lançamento do hit remix de Claudia Leite, Pássaros, que é sucesso em todo o país e também na Europa.